# Claudio Trova
Claudio Trova (Alessandria, 1957) è uno scrittore italiano.

## Biografia
Ha conseguito il diploma di maturità scientifica presso il Liceo Scientifico Galileo Galilei di Alessandria e la laurea in Chimica presso l’Università di Genova, effettuando successivamente ricerche in campo chimico-farmaceutico  , bromatologico      e soprattutto sulle metodiche di determinazione e sulla presenza di contaminanti inorganici  e organici                negli alimenti e negli ambienti naturali.
Nelle sue opere ha proposto prevalentemente descrizioni di itinerari escursionistici nelle montagne di Liguria, Piemonte, Valle d’Aosta e Francia, accompagnandole con approfondimenti scientifici, storici e di cultura locale.  È autore di ventiquattro opere edite da Edizioni del Capricorno (Gruppo Centro Scientifico e Arte) di Torino e Musumeci Editore di Aosta, abbinate a quotidiani nazionali come La Stampa ed Il Secolo XIX o a periodici di importanza regionale come La Vallée .
Come giornalista pubblicista (2000-2014), ha collaborato per periodici di diffusione locale (La Piazza e Marittime   ) e soprattutto nazionale, pubblicando in particolare articoli per La Rivista del Trekking              , per La Rivista del Trekking & Outdoor                                       , per Viaggia l'Italia   e per la Rivista del Club Alpino Italiano         , in parte riguardanti problematiche ambientali di rilievo.  

## Opere
- L'inquinamento delle acque - Edagricole, Bologna, 1997 ISBN 88-206-4044-9
- Valle d'Aosta, Escursioni per tutti – Edizioni del Capricorno, Torino, 2010 ISBN 978-88-7707-108-8
- Piemonte, Escursioni per tutti, Dall'Appennino Ligure al Colle del Sestriere – Edizioni del Capricorno, Torino, 2011 ISBN 978-88-7707-137-8
- Piemonte, Escursioni per tutti, Dalla Valle di Susa all'Ossola, Edizioni del Capricorno, Torino, 2011 ISBN 978-88-7707-138-5
- Itinerari escursionistici nelle Alpi Liguri e Marittime (coautore Diego Vaschetto), Edizioni del Capricorno, Torino, 2011 ISBN 978-88-7707-133-0
- Itinerari escursionistici nelle Alpi Cozie (coautore Diego Vaschetto), Edizioni del Capricorno, Torino, 2011 ISBN 978-88-7707-134-7
- Itinerari escursionistici nelle Alpi Graie (coautore Diego Vaschetto), Edizioni del Capricorno, Torino, 2011 ISBN 978-88-7707-135-4
- Itinerari escursionistici nelle Pennine e Lepontine (coautore Diego Vaschetto), Edizioni del Capricorno, Torino, 2011 ISBN 978-88-7707-136-1
- Sci di Fondo sulle Alpi occidentali, Edizioni del Capricorno, Torino, 2012 ISBN 978-88-7707-165-1
- Cime per tutti, dall'Appennino Ligure al Monviso, Edizioni del Capricorno, Torino, 2012 ISBN 978-88-7707-154-5
- Cime per tutti, Dalle valli Valdesi all'Ossola, Edizioni del Capricorno, Torino, 2012 ISBN 978-88-7707-155-2
- Escursioni in Valle d'Aosta, 25 itinerari per tutti, Edizioni del Capricorno, Torino, 2013 ISBN 978-88-7707-174-3
- Passaggi a nordovest, Escursioni su passi e valichi dalla Liguria all'Ossola, Edizioni del Capricorno, Torino, 2013 ISBN 978-88-7707-181-1
- Sentieri di Frontiera, Escursioni alla scoperta delle Alpi francesi, Edizioni del Capricorno, Torino, 2014 (ISBN 978-88-7707-220-7)
- Passeggiate valdostane[96], Musumeci Editore, Aosta, 2016 ISBN 978-88-7032-936-0
- Cime sul mare, Edizioni del Capricorno, Torino, 2016 ISBN 978-88-7707-297-9
- Passeggiate e sapori della Valle d'Aosta[97], Musumeci Editore, Aosta, 2017 ISBN 978-88-7032-946-9
- Passeggiate in valle Gesso[98][99][100], Phasar Edizioni, Firenze, 2019 ISBN 978-88-6358-519-3
- Collane de La Stampa Vol.6 - I più bei laghi delle Alpi occidentali (coautore Gian Vittorio Avondo), GEDI, Edizioni del Capricorno, Torino, 2020 ISBN 978-88-7707-521-5
- Collane de La Stampa Vol.7- A piedi sui monti del mare, escursioni in Liguria, GEDI, Edizioni del Capricorno, Torino, 2020 ISBN 978-88-7707-522-2
- Collane de La Stampa Vol.8 - Sentieri delle meraviglie in Valle d'Aosta, GEDI, Edizioni del Capricorno, Torino, 2020 ISBN 978-88-7707-523-9
- Collana Escursioni imperdibili - Escursioni nelle valli segrete del Piemonte – Edizioni del Capricorno, Torino, 2021 ISBN 978-88-7707-573-4
- Collana Borghi e Territori - Alpi Marittime tra Italia e Francia - Edizioni del Capricorno, Torino, 2022, ISBN 978-88-7707-660-1
- Collana Escursioni imperdibili - Sui sentieri delle Alpi Marittime - Edizioni del Capricorno, Torino, 2022, ISBN 978-88-7707-659-5
- Collana Escursioni d'Autore - Gran Paradiso: passeggiate e facili escursioni - Edizioni del Capricorno, Torino, 2022, ISBN 978-88-7707658-8
- Escursioni in Valle Gesso. Passeggiate nella natura delle Alpi Marittime - Fusta Editore, Saluzzo, 2023, ISBN 979-12-80749-52-9
- Alla scoperta delle miniere della Valle d'Aosta (coautore Piero Rossanigo)[101] - LAR Editore, Perosa Argentina (TO), 2024, ISBN 979-12-55-45057-3
- Alla scoperta delle miniere di Piemonte e Liguria (coautore Piero Rossanigo) - LAR Editore, Perosa Argentina (TO), 2025, ISBN 979-12-55-45120-4
- Nei parchi del Gran Paradiso e del monte Avic - LAR Editore, Perosa Argentina (TO), 2025, ISBN 979-12-55-45129-7